# Ilona Usovič
Ilona Viktaraŭna Usovič, accreditata come Ilona Usovich dalla IAAF) (in bielorusso Ілона Віктараўна Усовіч?; Čėrven', 14 novembre 1982), è una velocista bielorussa.

## Palmarès
| Anno | Manifestazione  | Sede       | Evento      | Risultato | Prestazione | Note             |
| ---- | --------------- | ---------- | ----------- | --------- | ----------- | ---------------- |
| 2004 | Mondiali indoor | Budapest   | 4x400 m     | Argento   | 3'29"96     |                  |
| 2005 | Europei indoor  | Madrid     | 400 m piani | 4ª        | 52"06       |                  |
| 2006 | Mondiali indoor | Mosca      | 4x400 m     | Bronzo    | 3'28"65     |                  |
| 2006 | Europei         | Göteborg   | 400 m piani | 5ª        | 50"69       |                  |
| 2006 | Europei         | Göteborg   | 4x400 m     | Argento   | 3'27"69     |                  |
| 2007 | Europei indoor  | Birmingham | 400 m piani | Argento   | 51"00       |                  |
| 2007 | Europei indoor  | Birmingham | 4x400 m     | Oro       | 3'27"83     |                  |
| 2007 | Mondiali        | Osaka      | 400 m piani | 7ª        | 50"54       |                  |
| 2007 | Mondiali        | Osaka      | 4x400 m     | 5ª        | 3'21"88     | Record nazionale |
| 2008 | Mondiali indoor | Valencia   | 4x400 m     | Argento   | 3'28"90     |                  |
| 2008 | Olimpiadi       | Pechino    | 4x400 m     | dq        | dq          |                  |
| 2011 | Mondiali        | Taegu      | 4×400 m     | 4ª        | 3'25"64     |                  |
| 2012 | Europei         | Helsinki   | 400 m piani | Bronzo    | 51"94       |                  |
| 2016 | Europei         | Amsterdam  | 400 m piani | Batteria  | 54"58       |                  |
| 2016 | Europei         | Amsterdam  | 4x400 m     | Batteria  | 3'31"23     |                  |
| 2017 | World Relays    | Nassau     | 4×800 m     | Argento   | 8'20"07     |                  |